# Distrito de Gütersloh
El distrito de Gütersloh (en alemán: Kreis Gütersloh) se encuentra en el noreste del Estado de Renania del Norte-Westfalia, Alemania.

## Organización político-administrativa
Números de habitantes de 2005
1. Borgholzhausen, ciudad (8.711)
2. Gütersloh, ciudad (96.243)
3. Halle (Westfalia), ciudad (21.271)
4. Harsewinkel, ciudad (24.241)
5. Herzebrock-Clarholz, municipio (16.039)
6. Langenberg, municipio (8.305)
7. Rheda-Wiedenbrück, ciudad (46.329)
8. Rietberg, ciudad (28.720)
9. Schloß Holte-Stukenbrock, ciudad (25.975)
10. Steinhagen (Westfalia), municipio (19.869)
11. Verl, municipio (24.678)
12. Versmold, ciudad (21.036)
13. Werther (Westfalia), ciudad (11.562)

## Geografía
Limita: al norte con el distrito de Osnabrück (Baja Sajonia), al este con la ciudad de Bielefeld y el distrito de Lippe, al sur con los distritos de Padeborn y Soerst, y al oeste con el distrito de Warendorf. Pasa por su territorio el río Ems.